# Васил Данаджиев
Васил Иванов Данаджиев е български офицер (капитан), герой от Сръбско-българската война (1885).

## Биография
Васил Данаджиев е роден на 1 март 1858 година в Ески Джумая. През 1875 година завършва с отличие трикласното училище в родния си град и поради липса на средства е изпратен в Кюстенджа, където постъпва като чирак при тамошен търговец. На 12 декември 1878 започва редовната военна служба на Данаджиев. При откриването на Военното училище в София той постъпва в първия му випуск, през 1879 година завършва и на 10 май е произведен в чин подпоручик. Назначен е за субалтерн-офицер в артилерийските паркове в Разград, където служи година и половина и е преместен в артилерийската лаборатория в Русе. По-късно подпоручик Данаджиев служи в 1-ви артилерийски полк.
На 30 август 1882 година е произведен в чин поручик. През следващата година е командирован в Москва, Русия да продължи практическото изучаване на артилерийската служба. На 30 август 1885 г. по времето на командировката си в Москва е произведен в чин капитан и при мобилизирането си е назначен за командир на 3-та батарея от 1-ви артилерийски полк.

### Сръбско-българска война (1885)
През Сръбско-българската война (1885) с батареята, която командва взема участие в боевете при Цариброд (2 ноември) и Драгоман (3 ноември). На 5 ноември е изпратен на сливнишката позиция, да защитава Преславския редут, край село Алдомировци. Същият ден, към 2 и половина часа, докато следи с бинокъла си изстрелян снаряд, вражески снаряд улучва амбразурата на редута и капитан Данаджиев загива на място. От същия снаряд загива и подпоручик Александър Папанчев от 7-и пехотен преславски полк.
Капитан Васил Данаджиев е погребан с военни почести до стената на храм „Кирил и Методий“ (днес – двор на началното училище), град Сливница, заедно с подпоручик Иван Бобев.

## Памет
На капитан Васил Данаджиев е наречена улица в квартал „Люлин“ в София (Карта).

## Военни звания
- Прапоршчик (10 май 1879)
- Подпоручик (1 ноември 1879, преименуван)
- Поручик (30 август 1882)
- Капитан (30 август 1885)

## Награди
- Сръбски орден „Такова“ V степен